# Hitchens’ Rasiermesser
Hitchens’ Rasiermesser (englisch Hitchens’ razor) ist eine erkenntnis- und argumentationstheoretische Maxime. In einem Argument liegt demnach die Beweislast für eine Behauptung bei derjenigen Streitpartei, die die Behauptung aufstellt. Kann diese ihre Behauptung nicht begründen, so kann die Gegenpartei gemäß Hitchens’ Rasiermesser die Behauptung ohne weitere Begründungen verwerfen.
Die Maxime ist nach Christopher Hitchens benannt, der sie als Argumentationsfigur Anfang des 21. Jahrhunderts in seinen Veröffentlichungen mit großer Reichweite verwendete.

“What can be asserted without evidence can also be dismissed without evidence.”

„Was ohne Nachweis behauptet werden kann, kann auch ohne Nachweis verworfen werden.“

Hitchens’ Rasiermesser ist auf die Übersetzung eines lateinischen Sprichworts zurückzuführen, das im 19. Jahrhundert verwendet wurde:

“Quod gratis asseritur, gratis negatur.”

„Was frei behauptet wird, wird frei geleugnet.“

Das Vorliegen falscher Beweisgründe kann wie das Nicht-Vorliegen von Beweisgründen behandelt werden. Demnach erlaubt Hitchens’ Rasiermesser, alle Aussagen zu verwerfen, die durch falsche Prämissen oder Fehlschlüsse begründet werden. Die Bezeichnung als „Rasiermesser“ wurde in Analogie zu Ockhams Rasiermesser gewählt und spielt in der Skeptiker-Szene eine wichtige Rolle nach der Beweislastverschiebung.